# Volkssport

Znak Volkssportu

Paul Illing, úředník a zástupce zemského velitele Volkssportu

Volkssport (Verband Volkssport, celým názvem Verband Volkssport, Nazionalsozialistischer Verband für Wandern, Radfahren, Spiel und Sport aller Art, česky zřídka Svaz Lidového sportu) byla německá sportovní a polovojenská organizace, působící v Československu během třicátých let dvacátého století. Ačkoliv byla podle svých vlastních stanov založena jako nepolitická složka, věnující se sportu, putování, jízdě na kole apod., ve skutečnosti se z ní postupným vývojem stala organizace agitující ve prospěch DNSAP, respektive německého nacismu jako takového. Členové Volkssportu byli de facto vycvičováni podobně jako v armádě. Symboly této organizace se nápadně podobaly SA (Sturmabteilung). V dlouhodobé perspektivě tvořila jakousi armádu strany schopnou nasazení. Mezi ústřední osobnosti Volkssportu patřili Hans Krebs (velitel v Čechách) nebo Leo Schubert (moravskoslezský velitel spolku). Zemský úřad v Praze rozpustil tento spolek 22. února 1932, čímž ukončil jeho aktivity.

## Struktura organizace
Na základě dohody z Fulneku, kde vedení organizace sídlilo a které se účastnili zástupci Volkssportu a DNSAP, měla spadat straně nakloněná mládež do 14 let do svazu Wanderndes Jungfolk, od 14 do 21 let do NS Jugendverbandu a od 21 let do Volkssportu. Ve svých stanovách měl Volkssport uvedenou svou strukturu, která se ovšem velmi lišila od skutečného dělení této složky. Ve stanovách se lze dočíst o členění na skupiny místní, okresní a župní. Zastřešujícím orgánem mělo být hlavní shromáždění spolku. Ve skutečnosti byl Volkssport rozdělen zcela jinak. Primární jednotkou mělo být tzv. družstvo (Kameradschaft), tvořené čtyřmi nebo osmi členy. Následující strukturou byla četa (Zug), která měla 24 členů + vůdce čety. Setninu (Hundertschaft) pak tvořily 4 čety, deset setnin standartu (Tausendschaft). Setnina měla být vytvořena vždy v rámci jednoho soudního okresu. Okresní jednotky byly v průběhu roku 1931 navázány k jednotlivým velitelstvím SA v Německu.

## Problémy s užíváním stejnokrojů
Nošení stejnokrojů bylo pro Volkssport klíčovou záležitostí. Ostatně stejnokroje byly běžné pro velkou část tělovýchovných organizací té doby. V případě Volkssportu představovaly stejnokroje důležitý nástroj, kterým mohla organizace propagovat svou sílu a ideologii. Oděv tedy sloužil náborové a agitační funkci, u mládeže se stejnokroje těšily velké oblibě. Stejnokroj tvořila světle hnědá košile s černou vázankou, čapky a opasky. Do problémů se dostávali členové Volkssportu především tehdy, pokud k úboru připojili ramenní pásku s hákovým křížem nebo jiný doplněk odrážející velkoněmeckou ideologii. Oděv však nebyl pouze jeden, mládežníci mohli užívat také lehké či plné pochodové výzbroje, civilního obleku nebo utajeného obleku. Důsledkem politické agitace Volkssportu ve prospěch DNSAP bylo nošení stejnokrojů zakázáno výnosem prezidia zemského úřadu v Brně 3. července 1931. Následně Volkssport reagoval tím, že si nechal ušít jiný typ stejnokrojů (bílá košile). Tyto nové úbory ovšem nebyly úředně povolené, čímž logicky docházelo k dalším sporům se zákonem.

## Symbolika
Každý okres, kraj a župa měly svou zvláštní barvu. Těchto barev členové užívali ve formě lemovek na límcích košil a čepicích. Zástupce krajského vůdce měl na límci tzv. Wolfsangel, tj. odznak podobný háku. Systém hodnostního označování Volkssportu byl podobný jako u SA. V rámci upraveného typu stejnokroje se na čepicích nacházel monogram v podobě písmen VS. Při pochodech formací Volkssportu byly použity rukávové pásky s hákovými kříži nebo odznaky SA. Při veřejných vystoupeních používala organizace také prapory - červené, s bílým kruhem uprostřed, ve kterém byl umístěn hákový kříž. V rozporu se zákonem bylo i užívání dalších znaků národního socialismu (kladivo, dubový list), smaltované kotoučky na čepicích s černým hákovým křížem či obrácené znaky SA na čepicích.

## Agitační činnost
Úkolem Volkssportu byly akce propagační i ochranné. Protistátní vystupování Volkssportu v součinnosti s DNSAP získávalo stále hmatatelnější podobu. V lednu 1931 zahájila činnost škola Volkssportu v Jizerce poblíž Smědavy. Volkssport se účastnil protestních aktivit DNSAP, stranických kampaní týkajících se ekonomických otázek a zahraniční politiky státu. Také byly pořádány náborové akce s cílem rozšířit členskou základnu spolku. Podle nařízení Volkssportu z 5. ledna 1931 si měl také každý člen opatřit nějakou střelnou zbraň.
Mezi vůbec nejdůležitější agitační činnosti patřily tzv. náborové pochody (Werbemärschen). Pro přilákání co největšího počtu diváků se akcí účastnily též hudebníci - osm bubeníků a osm pištců pod vedením tambora. Dále se pořádaly večírky (Werbeabende) s promítáním německých filmů a přednášením o národním socialismu. Členové Volkssportu poskytovali též ochranu členům DNSAP při nejrůznějších schůzích. Důležitou součástí činnosti organizace byl polovojenský výcvik. Prvořadý byl výcvik vůdců pomocí zvláštních kurzů (Führerkurse). Vyučovalo se velení, školení disciplíny, udržování výzbroje, organizace kurýrní služby, čtení z mapy, orientace v terénu apod. Takto školení vůdci pak prováděli výcvik s ostatním členstvem Volkssportu. Trénovala se pochodová cvičení, pochody výkonnosti a vytrvalosti, chvaty jiu-jitsu, střelba z pušek či házení ručním granátem. Kromě praktických dovedností v přírodě si jednotliví muži osvojovali též teoretické znalosti.
Agitační účinek opatření proti uniformám prokázal i prudce rostoucí počet členstva Volkssportu. V době založení měl pouze 5000 členů, v roce 1932 již kolem 40 000. Volkssportleři byli pověřeni pašováním letáků NSDAP nebo SA, brožur a jiných propagačních materiálů z Německa. Zahraničním partnerem jim byl především Grenzlandamt Hitlerjugend (Pohraniční úřad Hitlerjugend), sídlící v Klingenbergu u Drážďan. Volkssportu se navíc pravidelně účastnily akcí SA v sousedním Sasku a Bavorsku.

## Eliminace Volkssportu a soudní proces
Na počátku třicátých let se pod vlivem mezinárodně-politické situace zostřuje náhled československé vlády na DNSAP a organizace s ní spojené. Vedle již zmíněného zákazu stejnokrojů docházelo k domovním prohlídkám u členů Volkssportu. Většina obvinění byla kvalifikována jako pokusy o protistátní činnost, např. jako ohrožení československé vlasti bojovým cvičením. Tlak státních orgánů proti spolku stále sílil, až byl nakonec oficiálně rozpuštěn 22. února 1932, jelikož prosazoval zcela jiné činnosti, než ty sportovní, které měl uvedené ve svých stanovách. Po rozpuštění Volkssportu následovalo zatýkání členů - vyšetřováno bylo více než 200 osob. Z více než dvou set zatčených členů bylo vybráno sedm vedoucích představitelů určených pro svého druhu „vzorový proces“ proti sudetoněmeckému nacionálnímu socialismu. DNSAP se snažila přesvědčovat veřejnost o tom, že je celý proces vykonstruovaný. Před krajským soudem v Brně v srpnu 1932 stanulo sedm obžalovaných, obviněných z úkladů o republiku a organizování branné síly. Z těchto sedmi jedinců byli čtyři přímí členové Volkssportu - Paul Illing (úředník, zástupce zemského velitele Volkssportu), Alexander Petermichel (předseda pražského vedení Volkssportu), Friedrich Paliege (student, řadový člen) a Peter Donnhäuser (učitel, zemský velitel NS Jugendverbandu).
U obžalovaných byl nalezen přímý důkaz - dopis, který dokládal vzájemné schůzky v SA Heim v Drážďanech, žádající o poskytnutí finančních prostředků na vydávání novin Volkssport a Sudetenbund.
Soud s představiteli Volkssportu byl významnou událostí i pro představitele sudetoněmeckých stran. Němečtí agrárníci označovali celou organizaci za dětinskou, kterou si místní nacionální socialisté museli založit po vzoru německých SA, aby se vyžili lidé, kteří mají radost z nošení stejnokrojů a pochodů ve čtyřstupech.
Při posuzování struktury výcviku Volkssportu došli znalci k závěru, že se jednalo o spolek organizovaný po vzoru řádné armády. Až do 14. září se obhájci neustále pokoušeli zvrátit průběh procesu. Dne 24. září 1932 byl vynesen rozsudek. Všichni obžalovaní byli odsouzeni za to, že se v letech 1930, 1931, a 1932 v Praze, Ústí nad Labem a jiných místech v Čechách spolčili k úkladům o republiku. Obžalovaní byli dále Rudolf Haider (též v organizaci Sudetenbund, asistent vysoké školy technické), Paul Illing a Adolf Metzner (též v organizaci Sudetenbund, student).
Odsouzeni byli každý ke třem letům státního vězení a peněžitému trestu po 3000 Kč. Peter Donnhäuser byl odsouzen na dva roky a k peněžitému trestu 2000 Kč, Alexander Petermichel na 18 měsíců a k pokutě 1500 Kč, Friedrich Paliege na 15 měsíců a k pokutě 1200 Kč, Anton Schwab (student) na jeden rok a pokutě 1000 Kč. O rok později byl Haiderovi, Illingovi a Metznerovi trest snížen na dva a půl roku, Paliegemu na 13 měsíců.
Proces vzrušoval širokou veřejnost a měl samozřejmě i velký dopad na politickou scénu v Československu. Krátce na to zavládl zmatek i ve vedení strany DNSAP (poslanci do té doby disponovali imunitou). Začalo se uvažovat i o tom, zda stranu nenechat rozpustit a nezačít jinak. Adolf Hitler prohlásil, že je proces vnitřní záležitostí Československa, nelíbila se mu ovšem vyjádření o tom, že Volkssport a SA jsou propojené organizace. Snaha bránit stát před nacionálně socialistickým ohrožením zvenku i zevnitř nacházela u veřejnosti logicky dosti široké pochopení a podporu. 4. října 1933 byla činnost DNSAP úředně zastavena, 11. listopadu pak strana rozhodnutím vlády rozpuštěna. 4. října 1933 došlo i ke zmíněnému zastavení činnosti DNP.